# Shimaki Kensaku

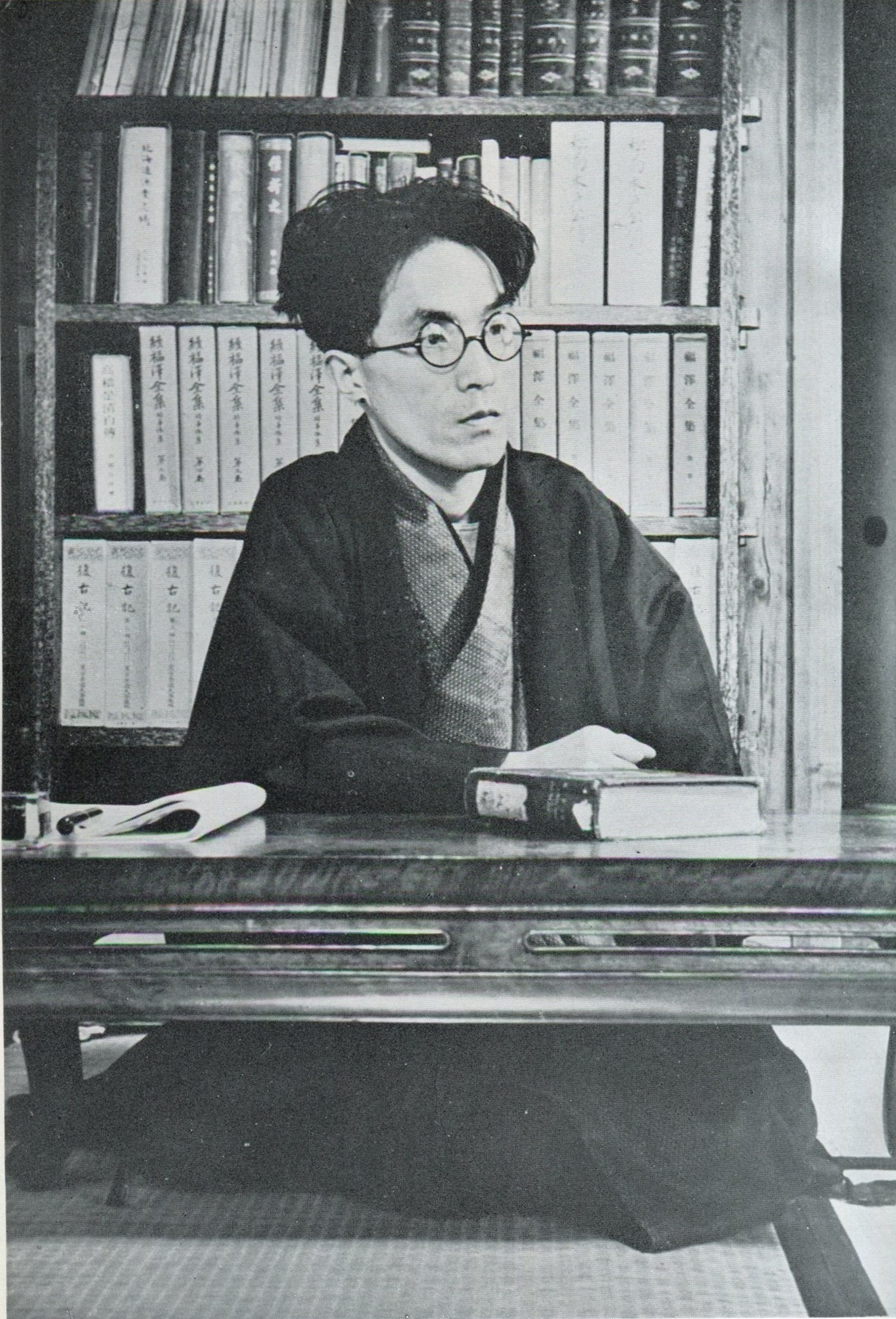
Shimaki Kensaku, 1940

Shimaki Kensaku (japanisch 島木 健作, bürgerlich: Asakura Kikuo (朝倉 菊雄); * 7. September 1903 in Sapporo; † 17. August 1945) war ein japanischer Schriftsteller.

## Leben und Wirken
Shimaki Kensaku beteiligte sich ab 1918 an dem Literaturmagazin Kunugi no Mi (櫟の実) und veröffentlichte Tankas und Essays unter dem Namen Asakura Tengai (朝倉 天涯). Ab 1925 studierte er an der Kaiserlichen Universität Tōhoku.
Angeregt durch die proletarischen Bewegung in den 1920er Jahren verließ er die Universität und schloss sich der Bewegung an. 1927 wurde er Mitglied der Kommunistischen Partei. Auf der Grundlage des Friedenssicherungsgesetzes  kam er im Rahmen der Massenverhaftung von 1928 ins Gefängnis. Im Gefängnis erkrankte er an Tuberkulose und wurde schließlich 1932 entlassen, nachdem er zugesagt hatte, sich vom Kommunismus abzuwenden.
Nach seiner zwangsweisen Aufgabe politischer Aktivitäten, begann er, zusammen mit seiner Mutter und seinem älteren Bruder in Tokio lebend, zu schreiben. Der verarbeitete seine Erfahrungen in der Haft in dem vielbeachteten Roman Rai („Aussatz, Lepra“), der 1934 in Fortsetzungen in der Literaturzeitschrift Bungaku Hyōron (文学評論) erschien. Bis zu seinem Tod im Alter von 41 Jahren erschienen in rascher Folge noch mehrere Romane.

## Werke (Auswahl)
- Rai (癩; 1934)
- Mōmoku (盲目; 1934)
- Goku (獄; 1934)
- Reimei (黎明)
- Saiken (再建; 1937)
- Seikatsu no Tankyū (生活の探求; 1937)
- Manshū Kikō (満洲紀行; 1940)
- Ishizue (礎; 1944)
- Akagaeru (赤蛙; 1946)